# Bidjigal
Los Bidjigal (también deletreado Bediagal, Bejigal, Bedegal o Biddegal) son un pueblo aborigen australiano cuyas tierras tradicionales se encuentran en el oeste, noroeste, sureste y sur de Sídney, en Nueva Gales del Sur, Australia. Estas tierras incluyen la Reserva Bidjigal, Salt Pan Creek y el río Georges. Forman parte del grupo lingüístico Dharug, y hay debate sobre si el clan es parte del pueblo Dharug o Eora.

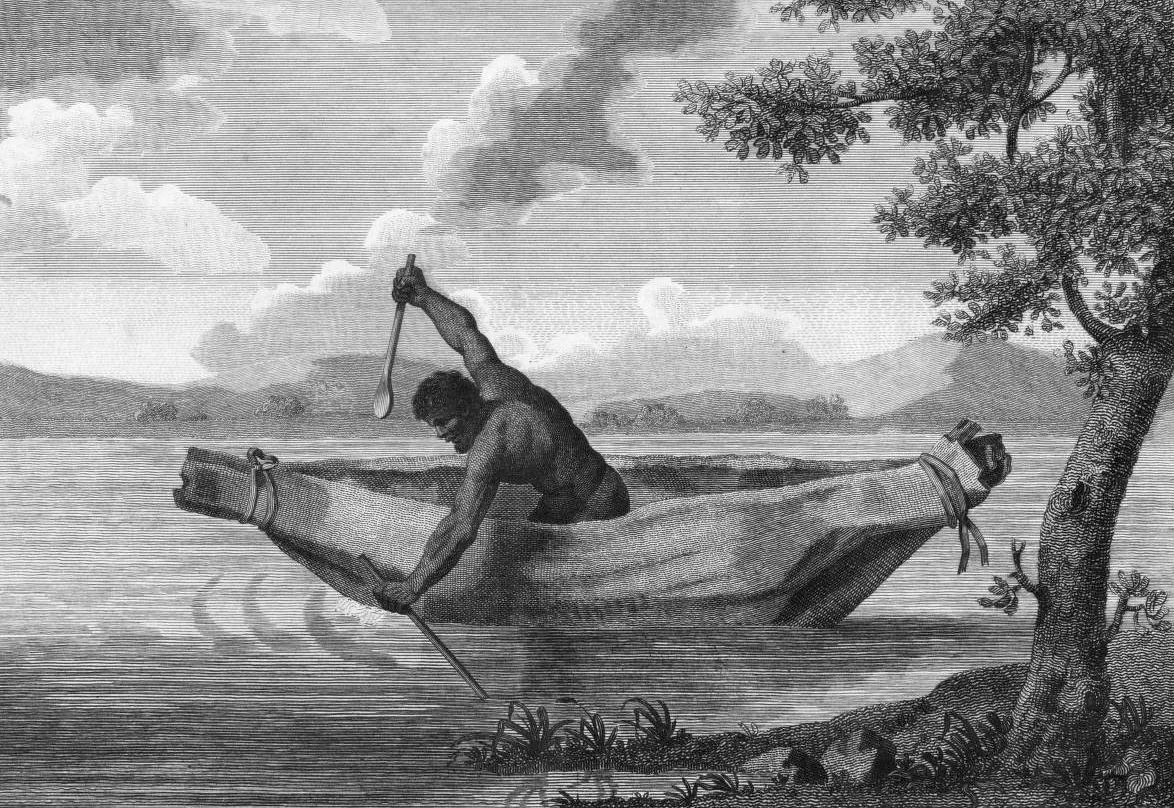
Pintura de Pemulwuy, el líder de la resistencia aborigen del clan Bidjigal

El clan Bidjigal fue el primer grupo de aborígenes australianos en encontrarse con la Primera Flota. Bajo el liderazgo de Pemulwuy, los Bidjigal resistieron la colonización europea desde la llegada de la Primera Flota en 1788.
La colonización de Australia tuvo un impacto devastador en las comunidades indígenas. La llegada de los colonizadores europeos resultó en la violencia, la expropiación de tierras, la enfermedad y la pérdida de identidad cultural. Las políticas de asimilación y separación, implementadas por el gobierno australiano en el siglo XIX y XX, también causaron estragos en las comunidades aborígenes, con la separación forzada de familias y la imposición de la cultura occidental. Además, la degradación ambiental causada por la explotación de recursos naturales y la introducción de especies invasoras también afectaron profundamente a la forma de vida tradicional de los pueblos aborígenes.